# Villatuelda
Villatuelda é um município da Espanha na província de Burgos, comunidade autónoma de Castela e Leão.
- Amigos de Villatuelda
- Mapa

1. ↑  «Cifras oficiales de población resultantes de la revisión del Padrón municipal a 1 de enero» (ZIP). www.ine.es (em espanhol). Instituto Nacional de Estatística de Espanha. Consultado em 19 de abril de 2022